# Бессоновка (Бессоновский район)
Бессо́новка — село в Пензенской области России, административный центр Бессоновского сельсовета и Бессоновского района.

## География
Село расположено в 7 км от областного центра города Пензы, на левом берегу реки Суры, при впадении в неё реки Шелдаис.

## История
Основано в 1663—1665 как казачья Пензяцкая слобода на землях служилого мордовского мурзы, который упоминается в «Пензенских десятнях» как Мурзакай Бессонов сын князь Ичалов. Там же при речке Шелдаис и Сурской большой дороге стояла Ямская слобода (в 1717 году — деревня Ямщина, принадлежавшая пяти помещикам: М. М. и С. Н. Хлоповым, А. М. Алферьеву, В. И. Левину с братьями и И. А. Ряжскому). Первые бессоновцы выполняли обязанности по сопровождению начальства и ценных грузов, перевозимых по большой дороге и в Засурье ямщиками этой слободы. В ревизской сказке нижегородского крестьянина Степана Ивановича Кулеша от 1724 года говорится, что его отец бежал в «казачью слободу Безсоновку» около 60 лет назад, то есть примерно в 1664 году, «а ево снёс в тою слободу в малых летех, и жили в той слободе станишными казаками, и служили их же казачью службу» до перевода казаков в Азов, после чего отец с сыном ушли в село Малыковку (ныне г. Вольск) «тому лет з дватцать пять», то есть около 1699 года (РГАДА, ф. 350, оп. 2, е. хр. 3116, л. 410).
С начала XVIII века после перевода казаков в Азов и Петровск — вотчина бояр Салтыковых под названием Архангельское (по церкви). В 1702 году здесь 50 бывших казачьих дворов. Крестьяне из вотчин Василия и Алексея Федоровичей Салтыковых: Выездной слободы Арзамасского, села Инякина Касимовского и села Нового Нижегородского уездов. В августе 1717 во время «кубанского погрома» село полностью выжжено, 30 чел. уведено в плен. В 1719 году село Архангельское, Бессоновская слобода тож, — вотчина полковника Василия Федоровича Салтыкова (РГАДА, ф. 350, оп. 2, е. хр. 2537, лл .1—13 об.).
В 1747 село Бессоновская слобода за генерал-аншефом тем же В. Ф. Салтыковым (643 ревизских души), в д. Ямщине, Хлоповке тож, за помещиком Степаном Егоровичем Кротким (Кропотовым? Хлоповым?) — 46 душ (РГАДА, ф. 350, оп. 2, е. хр. 2539, лл. 168—196 об.). В августе 1774 через село проходили главные силы Е. И. Пугачёва. В 1785 году показано за Александром Васильевичем Салтыковым, у него 1227 ревизских душ. Главные занятия жителей в XVIII—XIX вв. — земледелие и скотоводство. В конце 18 века известно как крупное торговое село (торговля скотом и «домашней крестьянской рухлядью»).
В XIX — первой четверти XX века — волостной центр Пензенского уезда Пензенской губернии. Перед отменой крепостного права большая часть села показана за Александром Николаевичем Араповым, у него в Бессоновке 1650 ревизских душ, в том числе 123 дворовых обоего пола, 470 тягол на барщине, 123 тягла на оброке (платили в год по 22 рубля с тягла), 413 дворов на 157 десятинах усадебной земли, у крестьян 1490 дес. пашни и 496 дес. сенокоса, у помещика 4611 дес. удобной земли, в том числе леса и кустарника 4398 дес. (Приложение к Трудам, т. 2, Пенз. у., № 83).
В XIX веке получило известность благодаря выращиванию особого сорта лука — «Бессоновский», «русский золотистый». В начале XX века в селе функционировали винокуренное и красильное производства, не получившие в дальнейшем развития, крахмальное сохранялось до 1940-х гг. В 1858 построен новый каменный храм во имя Успенья Пресвятой Богородицы, в 1882 построена часовня в память убитого народовольцами царя Александра Второго. В 1877 году здесь 2 церкви, школа, больница, ярмарка 20 июля, базар по средам и воскресеньям, 4 синильни, крахмальный завод, винокуренный завод, паровая мельница. В 1896 г. — село Бессоновка, 1161 двор, сверх того усадьба Есауловой из 5 домов, её же хутор из одного двора и один двор — «дача удельного ведомства» (ГАПО, ф.295, оп.1, е.хр.1).
В 1905—1906 годах — один из центров революции; в 1908 один из её активных участников, Д. Шестопалов, был приговорен к смертной казни.
14 января 1918 мирным путём установлена Советская власть. В 1933 в селе организована МТС: она имела 15 тракторов, 2 автомашины и обслуживала более 30 колхозов. Работали 3 мельницы, крахмальный, компрессорный заводы, хлебозавод.
С 1935 года село — центр Бессоновского района Куйбышеского края (с 1939 года — Пензенской области).
В 1955 — центральная усадьба колхозов «Парижская коммуна», «Сталинское знамя», имени Кирова. В 1980-е — центральные усадьбы колхозов имени Ленина и имени Кирова.
В конце 1990-х действовали центральная районная больница на 185 коек, поликлиника, средняя школа, дом культуры, детская музыкальная школа, спортивный зал (построен в 1987). С 1958 работает народный театр. Одно из ведущих сельскохозяйственных предприятий в селе — АО «Бессоновское» (984 работника), созданное в конце 1991 года на базе колхоза имени С. М. Кирова. Специализируется на производстве лука, зерна, молока, мяса. Здесь в результате многолетней народной селекции создан знаменитый лук сорта Бессоновский. В 1930 был организован первый колхоз «Гигант» (председатель В. Е. Матюшов). Позднее в селе были созданы колхоз «Путь бедняка», «Иртыш», им. Горького, «Красный луковод».

## Население
| 1719    | 1782    | 1864    | 1877  | 1897  | 1926    | 1930    |
| ------- | ------- | ------- | ----- | ----- | ------- | ------- |
| 840     | ↗2447   | ↗4275   | ↗5638 | ↗8324 | ↗11 289 | ↘11 101 |
| 1939    | 1946    | 1959    | 1970  | 1979  | 1989    | 1998    |
| ↘8689   | ↘6032   | ↗7500   | ↗7974 | ↗8953 | ↗9862   | ↘9679   |
| 2002    | 2010    | 2021    |       |       |         |         |
| ↗10 012 | ↗11 408 | ↗13 775 |       |       |         |         |

## Транспорт
Железнодорожная станция Бессоновка на участке Пенза — Рузаевка Нижегородско-Харьковского железнодорожного хода.
Из Пензы ходят автобус 165 (маршрут обслуживается ООО «Меркурий») и маршрутное такси 168.

## Культура
- Районный дом культуры

## Спорт
- Плавательный бассейн «Бессоновский»
- Физкультурно-оздоровительный комплекс «Сура»

## Достопримечательности
- Мемориальный комплекс, включающий ряд памятников и памятных знаков:
  - памятник «Героям войны и труда 1941-1945», посвящённый воинам-землякам, погибшим в годы Великой Отечественной войны, а также труженикам тыла;
  - аллея Героев на которой установлены бюсты десяти Героев Советского Союза — Петра Антипова, Петра Спирина, Ивана Кармишина, Петра Моксина, Евгения Басулина, Михаила Зинукова, Сергея Кузнецова, Степана Костычева, Андрея Кижеватова, Константина Пикачёва, двух полных кавалеров ордена Славы Ивана Максюшина и Василия Колоскова, а также Героя Социалистического Труда Евдокии Терёхиной и Героя Российской Федерации Сергея Кустова;
  - памятный знак участникам локальных войн (воинам-землякам, погибшим в Афганистане и Чечне);
  - памятный знак жертвам политических репрессий;
  - памятный знак участникам ликвидации аварии на Чернобыльской АЭС;
  - памятник В. И. Ленину.
- Храм-часовня Святого великомученика Георгия Победоносца.
- В окрестностях села уникальный комплекс поселений каменного века — средневековья (5-е тыс. до н. э. — 2-я половина 1-го тыс. н. э.).[источник не указан 3581 день]